# Pio Bruno Lanteri

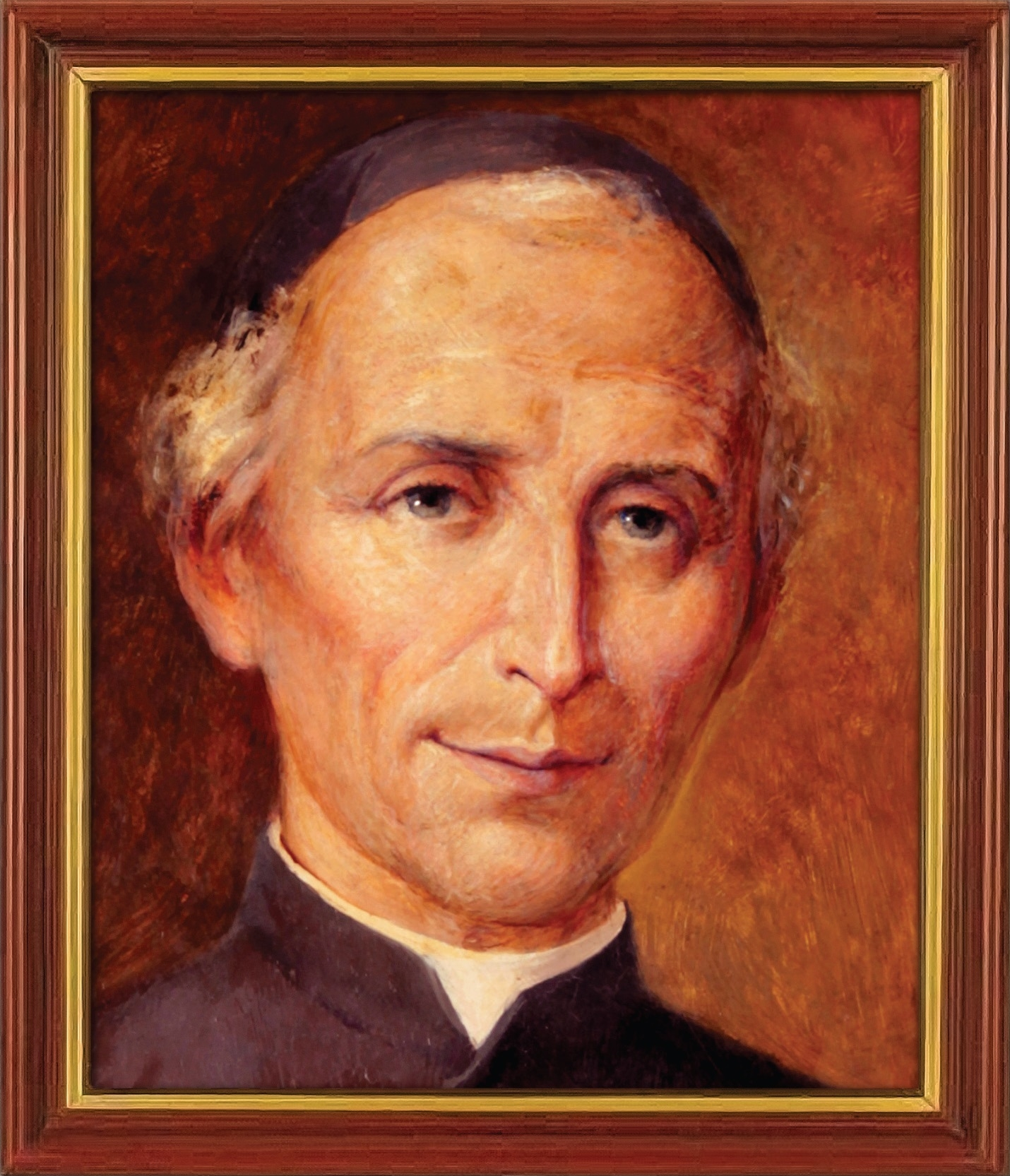
Pio Bruno Lanteri, Gemälde von Michele Baretta

Pio Bruno Lanteri OMV (* 12. Mai 1759 in Cuneo; † 5. August 1830 in Pinerolo) war ein piemontesischer römisch-katholischer Geistlicher und Ordensgründer. Er steht am Anfang der Oblaten der Jungfrau Maria (OMV).

## Leben und Werk

### Schüler von Diesbach
Der Arztsohn Lanteri, der im Alter von vier Jahren seine Mutter verlor, trat 1776 in die Certosa di Pesio ein, musste aber das Kartäuserleben wegen mangelnder Gesundheit aufgeben. Auf Rat des Bischofs von Mondovì ging er zum Theologiestudium nach Turin und traf dort 1779 auf Nikolaus Joseph Albert von Diesbach, der sein geistlicher Mentor wurde. Bei Diesbach lernte er, vermittelt durch Alfons von Liguori, Gott als barmherzig kennen, im Gegensatz zur Gottesauffassung des im Klerus weit verbreiteten Jansenismus, der Gott vorrangig als strafend darstellte. 1782 begleitete er Diesbach auf dessen Reise nach Wien (im Gefolge von Papst Pius VI.), kehrte aber nach Turin zurück und wurde noch im gleichen Jahr zum Priester geweiht.

### Apostolat im Piemont. Späte Ordensgründung
In Turin widmete sich Lanteri dreißig Jahre lang den von Diesbach gegründeten Freundeskreisen (Amicizia christiana, Amicizia sacerdotale) und dem damit verbundenen Apostolat: Exerzitien, Verbreitung von Büchern, Ausbildung des jungen Klerus, Verteidigung des Papstes, Beichtstuhl und Seelenführung. Von 1811 bis 1814 war er unter Napoleon aus Turin verbannt und lebte in seinem Landhaus La Grangia in Bardassano, Gassino Torinese (östlich Turin). Ab 1815 betreute er die ein Jahr vorher von Giovanni Battista Reynaudi (1782–1832) in Carignano gegründete Gemeinschaft von Oblaten der Jungfrau Maria und gab ihr 1816 eine vom Erzbischof genehmigte Regel, löste sie aber 1820 (wegen Problemen mit der Diözese) wieder auf. Ab 1825 arbeitete er wieder auf eine dauerhafte Gründung hin, die 1826 in Pinerolo gelang. So erklären sich die konkurrierenden Angaben zum Gründungsjahr (1816 bzw. 1826) der Oblaten der Jungfrau Maria.

### Die Oblaten der Jungfrau Maria in der Welt und in Österreich. Der Seligsprechungsprozess
Der Orden, dessen Gründung Lanteri nur um wenige Jahre überlebte, breitete sich aus und ist heute (neben Frankreich und Italien) in den Vereinigten Staaten, Kanada, Brasilien, Argentinien, Nigeria und auf den Philippinen vertreten. Im deutschsprachigen Raum fasste er 1954 in Wien Fuß (bis 2011) und 1964 in der Basilika Maria Loretto im Burgenland. Dort steht im Hof vor der Basilika Lanteris Statue in Lebensgröße. In Wien ist neben der  Pfarrkirche Zum Guten Hirten das Lanterihaus nach ihm benannt. An mehreren Orten in der Welt (so in Fontenay-aux-Roses bei Paris) tragen Heime und Häuser seinen Namen. 1952 wurde der Seligsprechungsprozess eröffnet. 1965 erklärte Papst Paul VI. Lanteri als verehrungswürdig. Seitdem ruht der Prozess in Erwartung eines Wunders.

## Schriften
- Réflexions sur la sainteté et la doctrine du Bienheureux Liguori. Lyon, Paris, Mechelen 1823.
- Réponse à l'examen de la question si la doctrine théologique du B. Liguori est toute sure et approuvée. Perisse, Lyon 1824.
- Carteggio del venerabile Padre Pio Bruno Lanteri, 1759–1830, fondatore della Congregazione degli Oblati di Maria Vergine, hrsg. von Paolo Calliari. 5 Bde. Lanteriana, Turin 1975–1976.
- La Spiritualité du Père Lanteri d'après ses écrits. Oeuvres de Ste Rita, Nizza 1975.